# Amblyseius bahiensis
Amblyseius bahiensis är en spindeldjursart som beskrevs av Lofego, Moraes och D. McMurtry 2000. Amblyseius bahiensis ingår i släktet Amblyseius och familjen Phytoseiidae. Inga underarter finns listade i Catalogue of Life.